# Turhan Pasza Përmeti
Turhan Pasza Përmeti (ur. 19 grudnia 1846 w Trikali lub Përmecie, zm. 18 lutego 1927 w Neuilly-sur-Seine lub Rzymie) – albański arystokrata, dyplomata osmański i polityk, dwukrotny premier Albanii (1914, 1918–1920). Pełnił wysokie funkcje w administracji Imperium Osmańskiego, m.in. jako gubernator Krety i Janiny, minister spraw zagranicznych oraz ambasador w Rosji. Jego rządy w Albanii, ustanowione pod wpływem mocarstw europejskich, zakończyzyły się upadkiem wskutek braku legitymizacji społecznej i kontrowersji wokół proserbskiej polityki.

## Wczesne życie i kariera w administracji osmańskiej
Turhan Përmeti urodził się w zamożnej rodzinie bejów z południowej Albanii. Kształcił się na Uniwersytecie Ateńskim, gdzie opanował język grecki. Służbę w administracji osmańskiej rozpoczął w latach 80. XIX wieku, szybko awansując dzięki kompetencjom administracyjnym:  
- Gubernator sandżaków: Prisztina (1880–1881) i Skopje (przed 1892), gdzie tłumił bunty, zyskując opinię „bezwzględnego administratora”[2].
- Wali Krety (1895–1896): Jego rządy przypadły na szczyt powstania antyosmańskiego. Uważany za niezdecydowanego w obliczu greckich dążeń niepodległościowych, został odwołany po wybuchu insurekcji 24 maja 1896 r
- Gubernator Janiny (1896–1908): Najdłuższa i najważniejsza funkcja w karierze osmańskiej. Zarządzał regionem obejmującym południową Albanię i północno-zachodnią Grecję[3].
- Minister spraw zagranicznych (1896) i ambasador w Petersburgu (1896–1899): Reprezentował imperium na dworze Mikołaja II, uczestnicząc w negocjacjach dotyczących cieśnin czarnomorskich[2].

| Lata      | Stanowisko                   | Lokalizacja |
| --------- | ---------------------------- | ----------- |
| 1880–1881 | Gubernator sandżaku          | Prisztina   |
| 1894–1896 | Wali                         | Kreta       |
| 1896      | Minister spraw zagranicznych | Stambuł     |
| 1896–1899 | Ambasador                    | Petersburg  |
| 1896–1908 | Wali                         | Janina      |

## Działalność międzynarodowa
Përmeti był delegatem Imperium Osmańskiego na konferencje pokojowe w Hadze (1899, 1907). Zabiegał tam o uznanie równości państw pozaeuropejskich w prawie międzynarodowym. Jeden z nielicznych wizerunków Paszy pochodzi z fotografii uczestników konferencji w 1899 r., wykonanej przez Adolphe’a Zimmermansa.

## Rewolucja młodoturecka i emigracja
Po obaleniu sułtana Abdülhamida II w 1908 r. został usunięty ze stanowisk przez Komitet Jedności i Postępu. Udał się na emigrację do Egiptu, gdzie pozostawał do 1914 r..

## Premier Albanii: dwie kadencje

### Pierwsza kadencja (marzec–wrzesień 1914)
Mianowany przewodniczącym Rady Administracyjnej (szefem rządu) przez Wielkie Mocarstwa 17 marca 1914 r., w okresie panowania księcia Wilhelma zu Wieda. Jego tzw. Definitive Government miało stabilizować kraj po ogłoszeniu niepodległości (1912). Rząd spotkał się z krytyką ze względu na:
- Brak więzi z ruchem narodowym (Rilindja)
- Ignorowanie praw zwyczajowych (kanun)
- Ujawnienie tajnych negocjacji z Serbią dotyczących ustępstw terytorialnych

Upadł we wrześniu 1914 r. po rebelii Esada Paszy Toptaniego i ucieczce księcia Wieda.

### Druga kadencja (grudzień 1918–styczeń 1920)
Ponownie powołany na premiera 25 grudnia 1918 r. przez proniemiecki Senat w Durrësie, pod kontrolą Włoch. Jego rząd (Rząd w Durrësie) charakteryzował się:
- Pełną zależnością od wsparcia finansowego i militarnego Włoch
- Składem zdominowanym przez konserwatywnych bejów (m.in. Myfit Libohova, Mehmet Konitsa)
- Tajnymi rozmowami z Serbią, w których oferował rejony Dibry i Elbasanu w zamian za uznanie rządu

Upadek nastąpił po ujawnieniu proserbskich negocjacji. Kongres w Lushnji (1920) rozwiązał rząd i powołał gabinet Sulejmana Delviny.

## Śmierć i dziedzictwo
Zmarł na emigracji; większość źródeł wskazuje na Neuilly-sur-Seine pod Paryżem, choć część podaje Rzym. Pochowany bez honorów państwowych.
Kontrowersje wokół postaci:
- Negatywne oceny: Przez współczesnych i historyków (np. Robert Elsie) postrzegany jako narzędzie mocarstw i zdrajca albańskich interesów z powodu ustępstw terytorialnych[5].
- Współczesna rewizja: Badacze (Hacer Topaktaş Üstüner, Dritan Egro) podkreślają, że jego działania wynikały z pragmatyzmu – próby zabezpieczenia Albanii przed aneksją przez Grecję lub Włochy[4].

## Życie prywatne
Był żonaty z Kérimé Turhan Pasza. Odznaczony rosyjskim Orderem Świętego Aleksandra Newskiego z brylantami (1900).